# Měděnec (železniční zastávka)
Měděnec je železniční zastávka, která se nachází severovýchodně od obce Měděnec u její části zvané Kotlina. Leží v km 16,065 železniční trati Chomutov–Vejprty mezi dopravnami Rusová a Kovářská.

## Historie
Zastávka byla dána do provozu 12. května 1872 jakou součást trati vybudované společností Buštěhradská dráha. Původně zde bylo i nákladiště, kolejiště však bylo sneseno.

## Popis zastávky
V zastávce ležící na jednokolejné trati je vnější úrovňové sypané nástupiště s délkou 48 m, hrana nástupiště je ve výšce 250 mm nad temenem kolejnice. Zastávka nemá osvětlení.